# Corran (Lochaber)
Corran (Schots-Gaelisch: An Corran) is een dorp in de Schotse lieutenancy Inverness in het raadsgebied Highland.